# Val Masino
Val Masino je komuna (obec) v provincii Sondrio v italském regionu Lombardie, která se nachází asi 90 kilometrů severovýchodně od Milána a asi 20 kilometrů severozápadně od Sondria, na hranici se Švýcarskem. K 30. listopadu 2018 měla obec populaci 883 obyvatel a rozlohu 116 kilometrů čtverečních.
Val Masino a Val Di Mello jsou jednou z nejznámějších oblastí pro všechny lezecké disciplíny (sportovní lezení, tradiční multipitching, bouldering a alpinismus). Mezinárodně se proslavila boulderingovým festivalem Melloblocco, který sdružuje tisíce lezců z celého světa.
Obec Val Masino obsahuje frazioni (subdivize, hlavně vesnice a osady) Bagni del Masino (známé svými lázněmi), Case Sparse, Cataeggio, Filorera, Piana, San Martino, Visido di Fuori.
Val Masino sousedí s následujícími obcemi: Ardenno, Bondo (Švýcarsko), Buglio in Monte, Chiesa ve Valmalenco, Civo, Novate Mezzola, Stampa (Švýcarsko), Vicosoprano (Švýcarsko).

## Volné lezení
Se svými vysokými žulovými útesy a balvany je Val di Mello často nazýváno „Malý Yosemite“. Má historické a ekologické podobnosti se slavným kalifornským parkem a je to nepřehlédnutelná destinace pro nadšence lezení. V údolí je možné provozovat všechny lezecké disciplíny: sportovní lezení, tradiční multipitching, bouldering i alpinismus.
Údolí Val Masino/Val di Mello se proslavilo díky akci Melloblocco, největšímu boulderingovému festivalu na světě.
Je zde více než 2 000 boulderingových cest (stupeň 5a až 8c) a více než 200 sportlezeckých cest (stupně 5a až 9a).